# Jean Jules Armand Colbert
Pour les articles homonymes, voir Colbert.
Jean Jules Armand Colbert, marquis de Blainville, est né le 17 décembre 1663 et mort à Ulm à la suite de blessures reçues lors de la seconde bataille d’Höchstädt, le 13 août 1704.
D'abord surintendant des bâtiments, puis grand maître des cérémonies, il préfère servir comme officier, et s'illustre comme colonel, maréchal de camp puis lieutenant général.

## Biographie
Quatrième fils de Jean-Baptiste Colbert, marquis de Seignelay et de Marie Charron de Menars (1630-1687), Jean-Jules-Armand était titré marquis d'Ormoy (avec Beaumont, Mont-St-Sulpice : tout proches de Seignelay).
Le 25 juillet 1682, il épouse Gabrielle de Rochechouart-Mortemart de Tonnay-Charente (1665-1750), fille de Jean-Claude de Rochechouart (1652-1672) et de Marie Phélypeaux (morte en 1681), poursuivant ainsi l’intégration des Colbert à la noblesse par les mariages, et devient marquis de Blainville.
Le 28 mars 1674, il est pourvu de la charge de surintendant des bâtiments, en survivance de son père. Le 30 janvier 1685, il achète celle de grand maître des cérémonies, laissée vacante par Charles Pot de Rhodes ce que confirme d'ailleurs Saint-Simon dans ses Mémoires :

« Blainville, beau-frère de M. de Chevreuse, qui n'était pas duc en 1664, mais qui était à la cour, et fils du duc de Luynes, qui agit lors avec les autres, était grand maître des cérémonies, charge qu'il avait eue de M. de Rhodes ; ainsi il ne fut question que du registre de Sainctot, »

ce que la marquise de Sévigné déplore.

Mais cette charge de la charge de surintendant des bâtiments lui déplait rapidement car il se sent fait pour la guerre. Capitaine au régiment de Picardie (1683), colonel au régiment de Foix (1684), il participe à la prise de Philippsbourg en 1688, de Mannheim et de Frankenthal. 

Il prend Cochem, le 26 août 1689, avant de recevoir un régiment en son nom, le 6 novembre suivant, ce qui le pousse à se démettre de son grade au régiment de Foix et de servir en Allemagne (1690). C’est alors qu’il hérite du régiment de Champagne (11 juillet 1690), vacant par la mort de Charles Édouard, comte de Sceaux, son frère, tué à la bataille de Fleurus. Désormais membre de l’armée de Flandre, il y fait la campagne sous l’autorité du maréchal de Luxembourg, et participe aux sièges de Mons et de Namur (1691) et au combat de Steenkerque l’année suivante, où il est d’ailleurs blessé.
Créé brigadier, le 30 mars 1695, il bataille sur la Moselle, commande les troupes du roi sur le Rhin depuis Rheinzabern jusqu’à Lauterbourg, sert sur la Meuse (1696), en Flandre (1697), à Landau (1699). 
Dès qu’il eut vendu sa charge, Blainville repart en campagne dès 1701, il participe à la guerre de Succession d'Espagne en prenant notamment part aux sièges de Courtrai et de Dixmude.

Il est promu au grade de maréchal de camp, le 29 janvier 1702.
Nommé gouverneur militaire de la place de Kaiserswerth, dans le Haut-Palatinat, il est contraint de battre la chamade le 15 juin 1702, à 6 heures du matin, après 59 jours de tranchées ouvertes. le comte de Nassau lui accorde des conditions honorables. Cette résistance lui vaut, le 19 juin 1702, le grade de lieutenant général.
Il sert ensuite aux Pays-Bas, dans l’armée du jeune duc de Bourgogne et du maréchal de Boufflers en se signalant à la bataille de Friedlingen le 14 septembre. Employé, en 1703, en Bavière sous les ordres du maréchal de Villars, il fait toutes les opérations de cette campagne et force les retranchements de la forêt Noire. Il combat à la première bataille d’Höchstädt et commande à Ulm pendant le même hiver. Servant ensuite dans l’armée de l’électeur de Bavière, il combat aux côtés du maréchal de Marsin, en 1704 et s’empare de la petite ville impériale de Giengen. Détaché au mois d’avril pour favoriser le passage d’un convoi qui venait de Schaffhouse, il s’empare de Stockach. Jean-Jules-Armand Colbert se bat à la deuxième bataille d’Höchstädt, le 13 août, où il est blessé, mais meurt à Ulm le même jour, des suites de ses blessures.
Dangeau écrira à cette occasion, dans son Journal :

« On ne peut rien ajouter aux louanges qu’on lui donne. Il commanda à Namur et mourut des blessures reçues à Höchstädt où il avait le commandement de toute l’infanterie, sans avoir pu devenir maréchal de France. »

 La fille du marquis de Blainville, Anne/Marie-Madeleine Colbert de Blainville (1686-1746), épousera, le 26 mai 1706, son cousin Jean-Baptiste de Rochechouart-Mortemart (1682-1757), comte de Maure, comte puis duc de Mortemart, pair de France : Postérité.
Son fils, Louis Colbert, devint abbé de Bonport.

## Iconographie
Le portrait du marquis de Blainville a été peint en 1690 par Hyacinthe Rigaud pour 115 livres. Une copie du portrait a été réalisée la même année pour 69 livres.